# Хенераль-Элиодоро-Кастильо
Хенераль-Элиодоро-Кастильо (исп. General Heliodoro Castillo) — муниципалитет в Мексике, штат Герреро, с административным центром в городе Тлакотепек. Численность населения, по данным переписи 2010 года, составила 36586 человек.

## Общие сведения
Название General Heliodoro Castillo было дано муниципалитету в честь генерала Элиодоро Кастильо(es), участника Мексиканской революции.
Площадь муниципалитета равна 1727 км², что составляет 2,72 % от площади штата. Он граничит с другими муниципалитетами Герреро: на севере с Апастлой и Куэцала-дель-Прогресо, на востоке с Эдуардо-Нери и Леонардо-Браво, на юго-западе с Чильпансинго-де-лос-Браво, на юге с Коюка-де-Бенитесом, на юго-западе с Атояк-де-Альваресом, и на западе с Сан-Мигель-Тотолапаном.

## Учреждение и состав
Муниципалитет был образован в 1850 года, но текущее название получил в 1947 году, в его состав входит 235 населённых пунктов, самые крупные из которых:
| Код INEGI | Населённый пункт                                      | Численность населения (2005 год) | Численность населения (2010 год) |
| 032       | Всего                                                 | 34554                            | 36586                            |
| 0001      | Тлакотепек (исп. Tlacotepec) (административный центр) | 6158                             | 6848                             |
| 0042      | Исотепек (исп. Izotepec)                              | 1312                             | 1232                             |
| 0072      | Пуэбло-Вьехо (исп. Pueblo Viejo)                      | 1150                             | 1152                             |
| 0096      | Верде-Рико (исп. Verde Rico)                          | 738                              | 827                              |
| 0029      | Чичильтепек (исп. Chichiltepec)                       | 755                              | 821                              |
| 0034      | Лос-Ойос (исп. Los Hoyos)                             | 736                              | 801                              |
| 0102      | Сомпантле (исп. Zompantle)                            | 682                              | 759                              |
| 0037      | Уэрта-Вьеха (исп. Huerta Vieja)                       | 621                              | 737                              |
| 0036      | Уаутла (исп. Huautla)                                 | 544                              | 646                              |

## Экономическая деятельность
По статистическим данным 2000 года, работоспособное население занято по секторам экономики в следующих пропорциях: сельское хозяйство, скотоводство и рыбная ловля — 69,6 %, промышленность и строительство — 9,4 %, сфера обслуживания и туризма — 19,3 %.

## Инфраструктура
По статистическим данным 2010 года, инфраструктура развита следующим образом:
- электрификация: 73,7 %;
- водоснабжение: 58,4 %;
- водоотведение: 58,9 %.

## Туризм
Основные достопримечательности:
- церковь „Santiago Apóstol“ в муниципальном центре;
- археологическая зона вблизи посёлка Тетела-дель-Рио;
- ремесленные мастерские с изделиями из кожи, металлов и керамики.